# بول سكولز
بول سكولز (بالإنجليزية: Paul Scholes) من مواليد عام 1974 لاعب كرة قدم كرة قدم إنكليزي سابق، لعب في نادي مانشستر يونايتد، لعب سكولز في مركز لاعب خط الوسط المهاجم ويمتاز بقدرة عالية جدا على تمرير الكرات بدقة والتسديدات القوية المتقنة وكان ضمن الفريق الفائز بالثلاثية في عام 1999، ويعد أحد أفضل اللاعبين في تاريخ النادي.

## البدايات
ولد بول هارون سكولز في مدينة سالفورد في إنجلترا وانضم كمتدرب في نادي مانشستر يونايتد بعد أن كان مع الفريق الذي يشجعه اولدهام يونايتد وهو يشعجه حتى الآن ويريد أن يلعب آخر سنوات كرة القدم له في هذا النادي.
كان موسم 1994-1995 هو أول موسم يشارك فيه اللاعب ولعب فيه 17 مباراة وسجل 5 اهداف.

## نهاية التسعينات
تعتبر فترة نهاية التسعينات من أفضل الفترات لبول سكولز حيث حصل على كل الألقاب الممكنة كلاعب نادي محترف فقد احرز مع مانشتر 5 بطولات دوري وحقق في عام 1999 القاب الدوري ودوري ابطال أوروبا وكاس انكلترا.
~ إنجازات اللاعب ~
1996- الفوز البريمير ليغ - الفوز بكأس الاتحاد الإنجليزي - الفوز بالدرع الخيرية للإتحاد الإنجليزي
1997 - الفوز بالبريمر ليغ - الفوز بالدرع الخيرية للإتحاد الإنجليزي
1999 - الفوز بدوري أبطال أوروبا - الفوز بكأس الإنتر كونتيننتال - الفوز بالدوري الإنجليزي الممتاز - الفوز بكأس الاتحاد الإنجليزي
2000 - الفوز بالدوري الإنجليزي الممتاز
2001- الفوز بالدوري الإنجليزي الممتاز
2003 - الفوز بالدوري الإنجليزي الممتاز - الفوز بالدرع الخيرية للإتحاد الإنجليزي
2004- الفوز بكأس الاتحاد الإنجليزي
2006 - الفوز بكأس الكارلنغ
2007 -الفوز بالدوري الإنجليزي الممتاز - الفوز بالدرع الخيرية للإتحاد الإنجليزي
2008 - الفوز بالدوري الممتاز - الفوز بدوري أبطال أوروبا
2009 - الفوز بالدوري الإنجليزي الممتاز
2011 - الفوز بالدوري الإنجليزي الممتاز

## إحصاءات

### دولياً
| السنة   | المشاركة | الأهداف |
| ------- | -------- | ------- |
| 1997    | 5        | 3       |
| 1998    | 9        | 1       |
| 1999    | 6        | 5       |
| 2000    | 10       | 1       |
| 2001    | 10       | 3       |
| 2002    | 11       | 0       |
| 2003    | 8        | 0       |
| 2004    | 7        | 1       |
| المجموع | 66       | 14      |

## وصلات خارجية
- بول سكولز على موقع الاتحاد الدولي (مؤرشف)  (الإنجليزية)
- بول سكولز على موقع الاتحاد الأوربي (الإنجليزية)
- بول سكولز على موقع قاعدة بيانات كرة القدم.إي يو (الإنجليزية)
- بول سكولز على موقع بيانات كرة القدم. دي إي (الألمانية)
- بول سكولز على موقع ناشيونال فوتبول تيمز (الإنجليزية)
- بول سكولز على موقع Soccerbase.com (لاعب) (الإنجليزية)
- بول سكولز على موقع Soccerway.com (الإنجليزية)
- بول سكولز على موقع عالم كرة القدم.نت (الإنجليزية)
- بول سكولز على موقع كووورة
- بول سكولز على موقع AS.com (الإسبانية)
- موقع مانشستر يونايتد